# Twiins
Twiins (Eigenschreibweise: TWiiNS; früher Tweens, später Twice as Nice) ist eine slowakische Musikgruppe mit den Zwillingsschwestern Veronika Nízlová und Daniela Nízlová (* 15. Mai 1986 in Hronský Beňadik).

## Geschichte
Gründungsjahr der Gruppe war 1996 unter dem Namen Tweens, auf Vorschlag von Daniel Hevier. Der Name wurde 2006 in Twice as Nice geändert. Den aktuellen Namen haben sie seit 2008, als sie in den USA das Videoclip zum Lied I Don’t Know drehten.
Twiins vertraten die Slowakei mit dem Song I’m Still Alive beim Eurovision Song Contest 2011, sie sind aus Kostengründen ohne öffentlichen Wettbewerb von RTVS hierzu ausgewählt worden. Ihr Titel konnte sich aber nicht fürs Finale qualifizieren.

## Diskografie

### Alben
- 2000: Tweens (als Tweens, Forza Music)
- 2001: Máme čas… (als Tweens, Forza Music)
- 2003: Škrtni zápalkou (als Tweens, Forza Music)
- 2005: Láska chce viac (als Tweens, Forza Music)
- 2009: Compromise (als Twiins, Home)
- 2021: Zlatá brána dokorán (als Twiins, Opus)

### Singles
- 2009: Compromise
- 2010: Slip of the Tongue
- 2010: Boys Boys Boys (als Twiins feat. Carlprit)
- 2011: I’m Still Alive
- 2013: Dance Tonight (als Twiins feat. Flo Rida)
- 2014: One Night Stand (als Twiins feat. Flo Rida)
- 2015: Sagapo
- 2015: Hey Boy (Montage feat. Twiins)
- 2016: Latino Love

## Musical
- Rebelové - … Tereza (Nová scéna)[6]